# Christina Brönnestam
Christina Brönnestam (född 1966) är en svensk författare.
Brönnestam bor i norra Bohuslän med sin familj. Hon är teknikinformatör och civilingenjör i teknisk fysik med examen från Linköpings tekniska högskola. Hon har tidigare publicerat noveller bland annat i tidningen Vår bostad. 2000 debuterade hon som romanförfattare med fantasyromanen Svart eld.